# 3670 Northcott
3670 Northcott је астероид главног астероидног појаса чија средња удаљеност од Сунца износи 2,742 астрономских јединица (АЈ).
Апсолутна магнитуда астероида је 12,0.